# 大垣市の地名
- 岐阜県 > 大垣市 > 地名

大垣市の地名（おおがきしのちめい）では、同市内に存在する町名・字名を一覧にして記す。括弧内は大字の場合は旧自治体名、数字の場合は成立年もしくは廃止年、町名の場合は旧町名である。

## 大垣市発足時
1918年4月1日、安八郡大垣町が市制を施行して成立。成立時の大字を以下に記す。
- 郭町（1976年廃止）
- 宮町（1976年廃止）
- 袋町（1976年廃止）
- 外側町（1976年廃止）
- 桐ヶ崎町（1976年廃止）
- 栗屋町（1976年廃止）
- 田口町（1976年廃止）
- 弓町（1976年廃止）
- 旗町（1976年廃止）
- 室町（1976年廃止）
- 鳩部屋町（1976年廃止）
- 鳥見町（1976年廃止）
- 番組町（1976年廃止）
- 牛屋町（1976年廃止）
- 西長町（1976年廃止）
- 東長町（1976年廃止）
- 鷹匠町（1976年廃止）
- 馬場町（1976年廃止）
- 新馬場町（1943年廃止）
- 岐阜町（1976年廃止）
- 歩行町（1976年廃止）
- 高橋町（1976年廃止）
- 新地町
- 東代官町（1943年廃止）
- 西代官町（1943年廃止）
- 清水町（1976年廃止）
- 伝馬町（1976年廃止）
- 中町（1976年廃止）
- 魚屋町（1976年廃止）
- 本町（1976年廃止）
- 南新町（1943年廃止）
- 北新町（1943年廃止）
- 竹島町
- 俵町（1976年廃止）
- 東船町（1976年廃止）
- 西船町（1976年廃止）
- 田町（1943年廃止）
- 田町堤通（1943年廃止）
- 西田町（1976年廃止）
- 東今岡町（1943年廃止）
- 西今岡町（1943年廃止）
- 東主水町（1976年廃止）
- 西主水町（1976年廃止）
- 切石町（1976年廃止）
- 久瀬川町（1976年廃止）
- 南切石町（1943年廃止）
- 西崎町（1976年廃止）
- 室村町（1943年廃止）
- 高屋町（1976年廃止）
- 藤江町（1976年廃止）
- 南町（1976年廃止）
- 南寺内町（1943年廃止）
- 世安町（1976年廃止）
- 林町（1943年廃止）
- 南高橋町（1943年廃止）
- 今町（1943年廃止）

## 1928年
1928年4月15日、安八郡北杭瀬村の一部を編入したことにより設置。
- 木戸町
- 南一色町
- 笠木町
- 笠縫町
- 河間町
- 宿地町

## 1934年
1934年12月5日、安八郡南杭瀬村を編入したことにより設置。
- 割田町
- 外野町
- 外花町
- 青柳町
- 南若森町

## 1935年
1935年6月1日、安八郡多芸島村を編入したことにより設置。
- 多芸島町
- 上笠町
- 大外羽町
- 西大外羽町
- 高淵村
- 上屋町

## 1936年
1936年6月1日、安八郡安井村を編入したことにより設置。
- 東前町
- 犬ケ渕町
- 禾森町（1978年廃止）
- 築捨町（1973年廃止）
- 東高橋町（1951年廃止）
- 長沢町（1972年廃止）
- 江崎町
- 美和町

## 1938年
岐垣国道（旧道路法国道8号）の新設による、大垣市東部土地区画整理により設置。
- 旭町1～8丁目（東高橋町・江崎町など）
- 恵比寿町北4～8丁目（江崎町など）
- 恵比寿町南4～8丁目（江崎町など）
- 鹿島町1～5丁目（東高橋町・江崎町など）
- 大池町（東高橋町・江崎町・藤江町など）
- 住吉町1～5丁目（江崎町・藤江町など）
- 橘町1～4丁目（藤江町など）
- 千鳥町1～4丁目（藤江町など）
- 長井町（江崎町など）
- 羽衣町1～5丁目（江崎町・東高橋町など）
- 花園町1～8丁目（江崎町・東高橋町など）
- 二葉町1～8丁目（江崎町・東高橋町など）

## 1940年
1940年2月11日、不破郡宇留生村を編入したことにより設置。
- 荒尾町
- 福田町
- 牧野町
- 木呂町

1940年2月11日、静里村を編入したことにより設置。
- 荒川町
- 久徳町
- 静里町
- 中曽根町
- 檜町[1]

## 1943年
大垣市中心部の区画整理により設置。
- 今岡町1～2丁目（東今岡町・西今岡町）
- 今町1～2丁目（今町）
- 新馬場町（新馬場町・西代官町など）
- 新町1～2丁目（北新町・南新町）
- 代官町（東代官町）
- 田町1～4丁目（田町・田町堤通）
- 林町1～6丁目（林町）
- 南頬町1～5丁目（南寺内町など）
- 南高橋町1～3丁目（南高橋町）
- 南切石町1～2丁目（南切石町）
- 室村町1～10丁目[2]（室村町）

## 1947年
1947年10月1日、不破郡綾里村を編入したことにより設置。
- 綾野町
- 野口町（1971年廃止）

1947年10月1日、安八郡洲本村を編入したことにより設置。
- 内阿原町（1972年廃止）
- 島里町（1973年廃止）
- 釜笛町（1972年廃止）
- 外渕町（1973年廃止）
- 川口町（1973年廃止）

## 1948年
1948年6月1日、安八郡浅草村を編入したことにより設置。
- 浅草町（1974年廃止）
- 浅西町（1974年廃止）
- 浅中町（1974年廃止）
- 横曽根町（1976年廃止）

1948年10月1日、安八郡川並村を編入したことにより設置。
- 小泉町
- 直江町
- 平町
- 米野町（1974年廃止）
- 難波野町
- 今福町
- 牧新田町
- 深池町

1948年10月1日、牧村の一部を編入したことにより設置。
- 馬の瀬町（馬瀬）

## 1949年
1949年4月1日、安八郡中川村を編入したことにより設置。
- 中川町
- 中野町
- 楽田町
- 北方町
- 曽根町
- 領家町
- 林町7～8丁目
- 赤花町（北方・中川など）

## 1951年
1951年4月1日、安八郡和合村を編入したことにより設置。
- 新開町（上開発）
- 開発町（下開発。1972年廃止）
- 大島町（1972年廃止）
- 津村町（1972年廃止）
- 和合本町（1972年廃止）
- 和合新町（1972年廃止）

## 1952年
1952年6月1日、安八郡三城村を編入したことにより設置。
- 東町（沢渡。1974年廃止）
- 加賀野町（1971年廃止）
- 小野町（1971年廃止）
- 今宿町（1971年廃止）
- 世保町（1973年廃止）
- 万石町（1971年廃止）
- 波須町（1971年廃止）
- 大村町（1971年廃止）
- 三本木町（1971年廃止）
- 三塚町
- 緑園
- 鶴見町（今宿）

## 1954年
1954年10月1日、不破郡荒崎村分村を編入したことにより設置。
- 長松町
- 十六町
- 島町

## 1967年
1967年9月1日、不破郡赤坂町を編入したことにより設置。
- 青野町
- 赤坂町
- 青墓町
- 池尻町
- 青木町
- 草道島町
- 昼飯町
- 南市橋町
- 矢道町（1978年廃止）
- 榎戸町（1978年廃止）
- 興福地町（1979年廃止）
- 枝郷町（1969年廃止）

## 1946年以降の大垣市内の地名設置
- 安井町1～7丁目（1961年、東高橋町）
- 長沢町1～10丁目（1967年、長沢町）
- 神明1～6丁目（1969年、池尻町）
- 菅野1～4丁目（1969年、青木町・池尻町）
- 赤坂新町1～4丁目（1969年、池尻町）
- 大井1～4丁目（1970年、大井町）
- 東前1～5丁目（1970年、東前町）
- 野口1～3丁目（1971年、野口町）
- 波須1～3丁目（1971年、波須町・万石町など）
- 大村1～2丁目（1971年、大村町・三本木町など）
- 今宿1～6丁目（1971年、今宿町）
- 加賀野1～5丁目（1971年、加賀野町）
- 小野1～4丁目（1971年、小野町）
- 三本木1～4丁目（1971年、三本木町・万石町など）
- 中ノ江1～3丁目（1971年、小野町）
- 万石1～3丁目（1971年、万石町・波須町）
- 入方1～3丁目（1972年、入方町）
- 内原1～3丁目（1972年、内阿原町）
- 枝郷1～5丁目（1972年、池尻町・赤坂町・青木町など）
- 大島町1～3丁目（1972年、大島町）
- 開発町1～5丁目（1972年、開発町・大島町）
- 釜笛1～5丁目（1972年、釜笛町）
- 上笠1～3丁目（1972年、上笠町）
- 上笠1～3丁目（1972年、上笠町）
- 興福地町1～3丁目（1972年、興福地町）
- 外野1～4丁目（1972年、外野町・割田町）
- 津村町1～5丁目（1972年、津村町）
- 外花1～6丁目（1972年、外花町、割田町）
- 友江1～2丁目（1972年、友江）
- 宝和町（1972年、南一色町・木戸町など）
- 和合新町1～2丁目（1972年・和合新町）
- 和合本町1～2丁目（1972年・和合本町）
- 割田1～3丁目（1972年、割田町・青柳町）
- 赤坂新田1～3丁目（1973年、赤坂町）
- 赤坂大門1～3丁目（1973年、赤坂町）
- 赤坂東町（1973年、池尻町）
- 新田町1～5丁目（1973年、新田町）
- 川口1～4丁目（1973年、川口町・外渕町）
- 木戸町2丁目（1973年、木戸町・室村町など）
- 久瀬川町1～7丁目（1973年・久瀬川町）
- 島里1～3丁目（1973年、島里町）
- 築捨町1～5丁目（1973年、築捨町）
- 外渕1～4丁目（1973年、外渕町）
- 世安町1～4丁目（1973年、世安町・美和町）
- 若森町1～4丁目（1973年、若森町）
- 南若森1～6丁目（1973年、南若森町）
- 田口町（1973年、禾森町）
- 問屋町（1973年、築捨町）
- 日の出町（1973年、日の出町・北切石町など）
- 多芸島1～4丁目（1974年、多芸島町）
- 上屋1～2丁目（1974年、上屋町）
- 浅草1～4丁目（1974年、浅草町）
- 浅中1～3丁目（1974年、浅中町）
- 浅西1～4丁目（1974年、浅西町）
- 東町1～4丁目（1974年、東町）
- 荒尾玉池1～2丁目（1974年、荒尾町）
- 大外羽1～4丁目（1974年、大外羽町）
- 北切石町1～3丁目（1974年、北切石町）
- 興福地町1～4丁目（1974年、興福地町）
- 古知丸1～4丁目（1974年、荒尾町）
- 上面1～4丁目（1974年、上面町・波須町など）
- 新長沢町1～5丁目（1974年、長沢町）
- 高渕1～4丁目（1974年、高渕町）
- 多芸島1～4丁目（1974年、多芸島町）
- 西大外羽1～4丁目（1974年、西大外羽町）
- 西崎町1～4丁目（1974年、西崎町、室村町）
- 米野町1～3丁目（1974年、米野町）
- 稲葉北1～3丁目（1975年、矢道町・榎戸町・青野町など）
- 稲葉東1～3丁目（1975年、矢道町・榎戸町・青野町など）
- 魚屋町（1976年、魚屋町・林町2丁目など）
- 歩行町1～2丁目（1976年・歩行町など）
- 神田町1～2丁目（1976年・神田町など）
- 岐阜町（1976年、岐阜町・錦町など）
- 桐ヶ崎町（1976年、桐ヶ崎町・見取町など）
- 御殿町1～2丁目（1976年、御殿町・郭町など）
- 郭町1～4丁目（1976年、郭町・高砂町・丸の内など）
- 郭町東1～2丁目（1976年・郭町など）
- 高砂町1～2丁目（1976年、高砂町・郭町）
- 鷹匠町（1976年、鷹匠町・西長町など）
- 高橋町1～5丁目（1976年、高橋町・東長町など）
- 高屋町1～4丁目（1976年、高屋町・栗屋町）
- 俵町（1976年、俵町・竹島町）
- 伝馬町（1976年、伝馬町・岐阜町・高橋町など）
- 中町（1976年、中町・本町）
- 錦町（1976年、錦町・岐阜町）
- 西外側町1～2丁目（1976年、西外側町・室町など）
- 西長町（1976年、西長町・鷹匠町など）
- 鳩部屋町（1976年、鳩部屋町・室村町など）
- 馬場町（1976年、馬場町・船町など）
- 番組町（1976年、番組町・西外側町など）
- 東外側町1～2丁目（1976年、東外側町・桐ヶ崎町など）
- 藤江町1～7丁目（1976年、藤江町・伝馬町など）
- 船町1～7丁目（1976年、船町・寺内町など）
- 本町1～2丁目（1976年、本町・中町など）
- 丸の内1～2丁目（1976年、丸の内・御殿町など）
- 見取町1～4丁目（1976年、見取町・宮町など）
- 宮町1～2丁目（1976年、宮町など）
- 室本町1～5丁目（1976年、室村町、見取町）
- 横曽根1～5丁目（1976年、横曽根町）
- 矢道町1～3丁目（1978年、矢道町）
- 榎戸町1～3丁目（1978年、榎戸町）
- 青墓町1～2丁目（1978年、青墓町）
- 禾森町1～6丁目（1978年、禾森町）
- 昭和1丁目（1979年、横曽根町・浅草町）
- 河間町1～5丁目（河間町）
- 本今町
- 本今町1～6丁目
- 青柳町1～6丁目（青柳町）
- 熊野町1～5丁目
- 綾野町1～5丁目
- 曽根町1～3丁目（曽根町）
- 北方町1～5丁目（北方町）
- 三津屋町1～5丁目
- 赤花1～2丁目（赤花町）
- 領家町1～3丁目（領家町）
- 西之川町1～2丁目（西之川町）
- 中野町1～5丁目（中野町）
- 中川町1～4丁目（中川町）
- 楽田町1～8丁目（楽田町）
- 坂下町
- 八島町

## 墨俣町地域自治区
2006年3月27日、安八郡墨俣町を編入したことにより設置。旧・墨俣町の地名に「墨俣町」を冠した。
- 墨俣町墨俣
- 墨俣町二ツ木
- 墨俣町先入方
- 墨俣町上宿
- 墨俣町下宿
- 墨俣町さい川（2009年、墨俣町墨俣・（瑞穂市）宝江・祖父江・牛牧）

## 上石津町地域自治区
2006年3月27日、養老郡上石津町を編入したことにより設置。旧・上石津町の地名に「上石津町」を冠した。
- 上石津町牧田
- 上石津町乙坂
- 上石津町一之瀬
- 上石津町下多良
- 上石津町上鍛治屋
- 上石津町谷畑
- 上石津町奥
- 上石津町祢冝上
- 上石津町宮
- 上石津町上原
- 上石津町三ツ里
- 上石津町上多良
- 上石津上多良前ケ瀬入会
- 上石津町前ケ瀬
- 上石津町西山
- 上石津町下山
- 上石津町打上
- 上石津町堂之上
- 上石津町上
- 上石津町細野
- 上石津町時山

## 参考資料
- 角川日本地名大辞典 21 岐阜県
- 新修大垣市史